# Nagy Szabolcs (belsőépítész)
Nagy Szabolcs (Budapest, 1939. január 21. –) belsőépítész.
A Képző- és Iparművészeti Szakközépiskolában tanult bútor szakon 1953-tól 1957-ig (mesterei: Miskolczy László és Csebi Pogány István voltak), 1957-ben felvették a Magyar Iparművészeti Főiskola belsőépítész szakára. Az Iparművészeti Főiskolán mesterei Gádoros Lajos, Gulyás Dénes, Németh István, Szrogh György, Újvári Béla, Vass Antal voltak. Tanulmányi úton járt Svájcban, Itáliában, Németországban, Dániában, Hollandiában, Franciaországban. 1970-től a Megyei Tervező belsőépítésze volt. 1975-től hét éven keresztül a Cardo Bútorgyárban tervezőként dolgozott. Ugyanezen években a Soproni Egyetemen is meghívott előadóként is tevékenykedett. Főbb műveiként ismerjük a fertődi Esterházy-kastélyt, a hédervári, mihályi kastély rekonstrukcióját, a győri Városháza dísztermét, a győri Megyei Művelődési Központ színháztermét.